# Факултет физичког васпитања и спорта Универзитета у Источном Сарајеву
Факултет физичког васпитања и спорта у Палама налази се у саставу Универзитета у Источном Сарајеву, једног од два државна универзитета у Републици Српској.

## Историјат
Своје коријене Факултет физичког васпитања и спорта налази у више образовних установа које су егзистирале у Сарајеву у периоду од Другог свјетског рата, до почетка деведесетих година, 20. вијека. Те установе су: Средња фискултурна школа, Виша педагошка школа, Висока школа за физичку културу која је касније прерасла у Факултет физичке културе, затим Завод за физичку културу и Завод за спортску медицину. У овим образовним институцијама је радио велики број српских кадрова. Када је у прољеће 1992. букнуо рат у БиХ српски кадрови су у великој већини напустили Сарајево и започели припреме за оснивање универзитета и факултета у Републици Српској. Факултет физичке културе је наставио рад на основу Одлуке Народне скупштине Републике Српске о издвајању високошколских установа и Одлуке о организовању Универзитета у Републици Српској, а Народна скупштина Републике Српске донијела је 22. октобра 1994. године Одлуку о давању сагласности за обнављање рада Факултета за физичку културу. Факултет је почео са радом 10. октобра 1995. године.
Током 2007. године. Факултет физичке културе постаје Организациона јединица Универзитета у Источном Сарајеву. Факултет је смјештен у паљанском насељу Стамбулчић.

## Студијски програми
Факултет физичког васпитања и спорта организује настани план и процес кроз следеће студијске програме:
- Студијски програм Спорт
- Студијски програм Физичко васпитање